# Terrorisme en 1973
Au cours de l'année 1973, les tensions en Irlande du Nord font deux cent soixante-trois morts, dont cent trente-trois civils.

## Événements

### Mai
- 17 mai, Italie : une grenade explose lors d'une cérémonie officielle à la préfecture de police de Milan. Le bilan est de quatre morts et cinquante-deux blessés[réf. souhaitée].

### Juin
- 12 juin, Irlande du Nord : l'explosion d'une voiture piégée de l'IRA fait six morts et trente-trois blessés à Coleraine[1].

### Septembre
- 1er septembre, Union soviétique : attentat-suicide à l'intérieur du mausolée de Lénine[réf. souhaitée].

### Décembre
- 14 décembre, France : un attentat devant le consulat algérien à Marseille, organisé par le groupe Charles-Martel, fait quatre morts et vingt blessés[2],[3].
- 17 décembre, Italie : cinq terroristes palestiniens attaquent un avion de la Pan Am à l'aéroport de Rome, faisant trente morts[4].
- 20 décembre, Espagne : un attentat d'ETA à Madrid fait trois morts, parmi lesquels le premier ministre espagnol Luis Carrero Blanco dont la voiture est catapultée par-dessus le toit d'un immeuble[4],[5],[6].